# Cnoc na Péiste
Cnoc na Péiste (parfois anglicisé en Knocknapeasta) est le quatrième sommet de l’île d'Irlande après les Carrauntuohil, Beenkeragh et Caher. Son nom peut être traduit littéralement en « montagne du serpent ».
Cette montagne est localisée dans les Macgillycuddy's Reeks dans le comté de Kerry, sur une ligne crête venant de l’est où se trouve le Carrauntuohil et se terminant par la Purple Mountain (en) dont elle est séparée par le Gap of Dunloe.

## Accident aérien
Pendant la Seconde Guerre mondiale, le 17 décembre 1943 à 7 heures, un avion Douglas C-47 Skytrain de l'United States Army Air Forces (USAAF) s'est écrasé sur le flanc du Cnoc na Péiste. Il a heurté la montagne juste au-dessus du Lough Cummeenapeasta à une altitude d'environ 600 mètres, tuant les cinq membres d'équipage. La Garda Síochána (gardiens de la paix irlandais) ne fut alertée de l'accident que le 3 février 1944. Le jour suivant, un détachement de l'armée irlandaise fut envoyé pour récupérer les corps. Des débris de l'avion peuvent encore être vus sur le flanc de la montagne et une plaque commémorative fut placée sur les rives du lac.

## Ascension
En général, les randonneurs tentent l'ensemble des Macgillycuddy's Reeks d'une traite, souvent en partant du nord-est, le long du « vallon de la Sorcière » (Hag's Glen) puisqu'il y peu d'autres options pour la descente depuis l'arête principale. Le prolongement de l'arête est du Cnoc na Péiste est très abrupt et ne peut être emprunté ; il faut alors prendre un chemin d'un côté de l'arête pour rejoindre An Gunna Mhór.